# Ẓāhir
Nell'esegesi coranica (tafsir), lo ẓāhir (in arabo ظاهر‎?) è il significato manifesto o essoterico del Corano. Da quest'accezione deriva la Ẓāhiriyya, una scuola di pensiero della giurisprudenza islamica e della professione di fede (ʿaqīda); ambedue le scuole contrappongono quello manifesto al significato più profondo e nascosto (bāṭin), al quale possono accedere i dotti o perlomeno le persone adeguatamente preparate in dottrina e spirito. Per estensione, il concetto si può applicare anche alla contrapposizione tra realtà assoluta e realtà manifesta.
I musulmani ismailiti fanno proprio il principio sufi del bilanciamento tra lo Ẓāhir e lo spirito o intelletto che lo Ẓāhir rappresenta.
Per lo sciismo, solo l'Imam del Tempo è in grado di capire appieno il significato esoterico del Libro Sacro islamico.
Famoso è un trattato del giurista e mistico persiano al-Ghazali, fortemente avverso ai batiniti, visti anche come altro volto dei Fatimidi, accaniti rivali (non solo ideologici) degli Abbasidi sunniti.